# 烏斯季-雅佐瓦爾
烏斯季-雅佐瓦爾是哈薩克斯坦的城鎮，位於該國東部東哈薩克斯坦州，由卡通-卡拉蓋區負責管轄，面積約為0.7平方公里，2009年人口28。